# Patrick Beckert
Patrick Beckert (Erfurt, 17 aprile 1990) è un pattinatore di velocità su ghiaccio tedesco.

## Biografia
Specialista delle lunghe distanze, Patrick Beckert ha partecipato a tre edizioni dei Giochi olimpici (Vancouver 2010, Soči 2014 e Pyeongchang 2018). È fratello di Stephanie, anche lei pattinatrice di velocità vincitrice di tre medaglie alle Olimpiadi di Vancouver 2010.

## Palmarès

### Mondiali distanza singola
- 3 medaglie:
  - 3 bronzi (10000 m a Heerenveen 2015; 10000 m a Gangneung 2017; 10000 m a Salt Lake City 2020).

### Coppa del Mondo
- Miglior piazzamento nella Coppa del Mondo lunghe distanze: 2º nel 2014.
- 10 podi (6 individuali, 4 a squadre):
  - 2 secondi posti (tutti individuali);
  - 8 terzi posti (4 individuali, 4 a squadre).

### Mondiali juniores
- 2 medaglie:
  - 2 argenti (inseguimento a squadre a Innsbruck 2007; inseguimento a squadre a Zakopane 2009).